# イオン南風原ショッピングセンター
イオン南風原ショッピングセンター（イオンはえばるショッピングセンター）は、沖縄県島尻郡南風原町に位置するショッピングセンター。ジャスコ時代の略称は「バルジャ」や「ハエジャス」・「バルコ」。
核店舗のイオン南風原店（イオン琉球（旧・琉球ジャスコ）運営）と約70の専門店が出店する。当ショッピングセンターが建つ土地は、元々はダイエーが進出を予定していたが、折からの経営不振で断念し代わりにイオン琉球が建設を決定したものである。
2004年5月のオープン時、2階には昭和30年代の沖縄の街並みを再現した沖縄そばのフードテーマパークゆいまーる通りがあった。A&W・ブルーシールアイスクリームなど9店舗のテナントがあった。

## 施設概要
- 所在地：沖縄県島尻郡南風原町字宮平264
- 開業年月日：2004年5月28日
- 開発・運営者：イオン琉球（旧・琉球ジャスコ）
- 所有者：イオン琉球
- 店舗面積：26,046m2[3]
- 駐車台数：1,850台

### フロア概要
核店舗のイオン南風原店と７０の専門店で構成される。
| 階   | フロア概要                       |
| ---- | -------------------------------- |
| R階  | 屋上駐車場                       |
| 3階  | 屋内駐車場                       |
| 2階  | ファッションと子供のフロア       |
| 1階  | 食品と美容・健康・暮らしのフロア |
| B1階 | 地下駐車場                       |

## 沿革
- 2003年（平成15年）7月1日 - 清水建設の設計・施工で起工。
- 2004年（平成16年）5月28日 - 開店。
- 2008年（平成20年）6月6日 - 沖縄県内初となるセルフレジを当ショッピングセンターの核店舗であるジャスコ南風原店（当時）の食品売り場に導入[4]。
- 2011年（平成23年）3月1日 - 核店舗の名称が「ジャスコ南風原店」から「イオン南風原店」に変更される。
- 2013年（平成25年）8月18日 - サンエーマチナトシティ（浦添市）への移転のため「ヒマラヤ」がこの日をもって閉店。
- 2014年（平成26年）5月28日 - 開店10周年を迎える。
- 2022年（令和4年）3月1日 - イオン南風原店を含むイオン琉球の運営下である全5店舗の営業時間を変更。[5]

## 主なテナント
フロア情報の詳細は「フロアマップ」を参照。テナント全店の一覧・詳細情報や営業時間は公式サイトを参照。
１階
- シューラルー（ファミリー）
- ハニーズ（レディス）
- グローバルワーク（ファミリー）
- ベスト電器（家電）
- ザ・ダイソー（100円ショップ）
- 大戸屋（和食）
- スターバックスコーヒー（カフェ）
- PETEMO/ペテモ（ペット）
- チャンスセンター（宝くじ）

2階
- UNIQLO/ユニクロ（ファミリー）
- ギャップファクトリーストア（ファミリー）
- ASBee（靴）
- ヴィレッジヴァンガード（書籍・雑貨）
- 宮脇書店（書籍）
- マクドナルド（ファストフード）
- 炙り牛たん万（牛たん）
- auショップ（携帯電話）
- モーリーファンタジー（アミューズメント）

※テナント情報は2022年4月時点

## アクセス
那覇空港自動車道南風原北ICそばに位置する

### モノレール
- 沖縄都市モノレール線（ゆいレール） 首里駅 - 無料シャトルバスが運行されている。11時 - 20時の間で約40分に1本。

### 路線バス
- 南部保健所前バス停下車、徒歩3分。
  - 30番・泡瀬東線　（東陽バス）
  - 37番・那覇新開線　（東陽バス）
  - 38番・志喜屋線　（東陽バス）
  - 39番・南城線　（沖縄バス）
  - 41番・つきしろの街線　（沖縄バス）
  - 191番・城間（一日橋）線　（東陽バス）
  - 338番・斎場御嶽線　（東陽バス）
  - 339番・南城結の街線　（沖縄バス）

### 自動車
- 沖縄自動車道 - 南風原北ICより約２分